# Crella guernei
Crella guernei är en svampdjursart som först beskrevs av Topsent 1892.  Crella guernei ingår i släktet Crella och familjen Crellidae.
Artens utbredningsområde är Portugal. Inga underarter finns listade i Catalogue of Life.